# Кевин Конъли
Кевин Конъли (на английски: Kevin Connolly) е американски актьор и режисьор.

## Живот и кариера
Роден е на 5 март 1974 г. в Ню Йорк. Той е от ирландски произход. Завършва Patchogue-Medford High School през 1992 година.
Започва кариерата си на 6-годишна възраст, като се появява в ред телевизионни реклами. През 1990 г. получава първата си филмова роля в „Роки V“. Конъли е става известен с ролята на Ерик Мърфи, по-известен като E, в сериала „Антураж“ на HBO. E е мениджър и най-добрият приятел на Вънсънт Чейс, който се играе от Ейдриън Грение.
През 2007 г. Конъли прави своя режисьорски дебют с филма Gardener of Eden, чиято премиера е през април 2007 г. на филмовия фестивал Tribeca. През октомври 2008 г. Конъли е нает да ръководи първия си музикален клип за рапърът The Game, с участието на R & B изпълнителя Ne-Yo. Видеото е към песента Camera Phone от албума The Game на LAX.
Кевин се изявява и зад камера. Последно режисира независимата продукция „Райска градина“ (Garden of Eden), черна комедия за отчуждени младежи от предградията на Ню Джърси, с участието на Лукас Хаас, Леонардо ди Каприо и Ерика Кристенсен.

## Филмография
| Година | Заглавие                 | Роля             |
| ------ | ------------------------ | ---------------- |
| 1990   | Роки V                   | Chickie          |
| 1992   | Алън и Наоми             | Шаун Кели        |
| 1993   | Селяндури в Бевърли Хилс | Морган           |
| 1995   | Ангъс                    | Анди             |
| 1997   | Sub Down                 | Старшина Холидей |
| 1999   | Tyrone                   | Сам Адамс        |
| 2001   | Drum Solo                |                  |
| 2001   | Кафе „Донс Плам“         | Джеръми          |
| 2002   | Devious Beings           | Каси             |
| 2002   | Джон Кю                  | Стив             |
| 2002   | Антоан Фишър             | Слим             |
| 2004   | Тетрадката               | Фин              |
| 2005   | The Check Up             | Майк             |
| 2009   | Той не си пада по теб    | Конор Бари       |
| 2009   | Грозната истина          | Джим             |
| 2010   | Секретариат              | Бил Нак          |
| 2013   | Reach Me                 |                  |
| 2015   | Антураж                  |                  |